# Isomerocera heteraspis
Isomerocera heteraspis är en tvåvingeart som beskrevs av James 1949. Isomerocera heteraspis ingår i släktet Isomerocera och familjen vapenflugor.
Artens utbredningsområde är Uganda. Inga underarter finns listade i Catalogue of Life.